# Dallıca, Mustafakemalpaşa
Dallıca là một xã thuộc huyện Mustafakemalpaşa, tỉnh Bursa, Thổ Nhĩ Kỳ. Dân số thời điểm năm 2011 là 137 người.